# Ligne principale Toyama Chihō Railway
 (novembre 2023).
Si vous disposez d'ouvrages ou d'articles de référence ou si vous connaissez des sites web de qualité traitant du thème abordé ici, merci de compléter l'article en donnant les références utiles à sa vérifiabilité et en les liant à la section « Notes et références ».
La ligne principale Toyama Chihō Railway (富山地方鉄道本線, Toyama Chihō Tetsudō hon-sen) est une ligne ferroviaire de la compagnie Toyama Chihō Railway située dans la préfecture de Toyama au Japon. Elle relie la gare de Dentetsu-Toyama à Toyama à la gare de Unazuki-Onsen à Kurobe.

## Histoire
La ligne ouvre par étapes entre 1913 et 1936.

## Caractéristiques

### Ligne
- longueur : 53,3 km
- écartement des voies : 1 067 mm
- électrification : 1 500 Vcc
- vitesse maximale : 95 km/h
- nombre de voies : 
  - double voie de Dentetsu-Toyama à Inarimachi
  - voie unique d'Inarimachi à Unazuki-Onsen

### Liste des gares
La ligne comporte 41 gares. 
| Numéro | Gare              | Nom japonais | Distance (km) | Correspondances | Localisation |
| ------ | ----------------- | ------------ | ------------- | --- | ------------ |
| T01    | Dentetsu-Toyama   | 電鉄富山     | 0             | JR West : Shinkansen Hokuriku, Takayama (à Toyama) Ainokaze Toyama Railway : Ainokaze Toyama Railway (à Toyama) Tramway de Toyama | Toyama       |
| T02    | Inarimachi        | 稲荷町       | 1,6           | Toyama Chihō Railway : Fujikoshi (interconnexion)                                                                                 | Toyama       |
| T03    | Shinjō-Tanaka     | 新庄田中     | 2,5           | | Toyama       |
| T04    | Higashi-Shinjō    | 東新庄       | 3,6           | | Toyama       |
| T05    | Etchū-Ebara       | 越中荏原     | 4,7           | | Toyama       |
| T06    | Etchū-Sangō       | 越中三郷     | 7,0           | | Toyama       |
| T07    | Etchū-Funahashi   | 越中舟橋     | 8,5           | | Funahashi    |
| T08    | Terada (ja)       | 寺田         | 9,8           | Toyama Chihō Railway : Tateyama (interconnexion)                                                                                  | Tateyama     |
| T09    | Etchū-Izumi       | 越中泉       | 10,5          | | Tateyama     |
| T10    | Ainoki            | 相ノ木       | 11,3          | | Kamiichi     |
| T11    | Shin-Ainoki       | 新相ノ木     | 12,1          | | Kamiichi     |
| T12    | Kamiichi          | 上市         | 13,3          | | Kamiichi     |
| T13    | Shin-Miyakawa     | 新宮川       | 15,1          | | Kamiichi     |
| T14    | Naka-Kazumi       | 中加積       | 17,1          | | Namerikawa   |
| T15    | Nishi-Kazumi      | 西加積       | 18,7          | | Namerikawa   |
| T16    | Nishi-Namerikawa  | 西滑川       | 19,8          | | Namerikawa   |
| T17    | Naka-Namerikawa   | 中滑川       | 20,6          | | Namerikawa   |
| T18    | Namerikawa        | 滑川         | 21,8          | Ainokaze Toyama Railway : Ainokaze Toyama Railway                                                                                 | Namerikawa   |
| T19    | Hamakazumi        | 浜加積       | 23,2          | | Namerikawa   |
| T20    | Hayatsukikazumi   | 早月加積     | 24,4          | | Namerikawa   |
| T21    | Etchū-Nakamura    | 越中中村     | 25,6          | | Namerikawa   |
| T22    | Nishi-Uozu        | 西魚津       | 27,6          | | Uozu         |
| T23    | Dentetsu-Uozu     | 電鉄魚津     | 28,9          | | Uozu         |
| T24    | Shin-Uozu         | 新魚津       | 30,2          | Ainokaze Toyama Railway : Ainokaze Toyama Railway (à Uozu)                                                                        | Uozu         |
| T25    | Kyōden            | 経田         | 32,9          | | Uozu         |
| T26    | Dentetsu-Ishida   | 電鉄石田     | 34,9          | | Kurobe       |
| T27    | Dentetsu-Kurobe   | 電鉄黒部     | 37,2          | | Kurobe       |
| T28    | Higashi-Mikkaichi | 東三日市     | 37,8          | | Kurobe       |
| T29    | Ogyū              | 荻生         | 38,6          | | Kurobe       |
| T30    | Nagaya            | 長屋         | 39,6          | | Kurobe       |
| T31    | Shin-Kurobe       | 新黒部       | 40,7          | JR West : Shinkansen Hokuriku (à Kurobe-Unazukionsen)                                                                             | Kurobe       |
| T32    | Shitayama         | 舌山         | 41,0          | | Kurobe       |
| T33    | Wakaguri          | 若栗         | 41,7          | | Kurobe       |
| T34    | Tochiya           | 栃屋         | 42,8          | | Kurobe       |
| T35    | Urayama           | 浦山         | 44,3          | | Kurobe       |
| T36    | Oritateguchi      | 下立口       | 45,6          | | Kurobe       |
| T37    | Oritate           | 下立         | 46,3          | | Kurobe       |
| T38    | Aimoto            | 愛本         | 47,6          | | Kurobe       |
| T39    | Uchiyama          | 内山         | 48,7          | | Kurobe       |
| T40    | Otozawa           | 音沢         | 49,5          | | Kurobe       |
| T41    | Unazuki-Onsen     | 宇奈月温泉   | 53,3          | Kurobe Gorge Railway : Ligne principale (à Unazuki)                                                                               | Kurobe       |